# Квинт Елий Туберон (трибун 194 пр.н.е.)
Квинт Елий Туберон (на латински: Quintus Aelius Tubero) e политик на Римската република през 2 век пр.н.е. Произлиза от клон Туберон на плебейската фамилия Елии.
През 194 пр.н.е. е избран за народен трибун. Основава римски колонии една в Брутия и друга в Турии. Той отива между 194 – 192 пр.н.е. като triumvir coloniae deducendae заедно с преторианеца Луций Апустий Фулон и Авъл Манлий Вулзон в новооснованата римска колония Копия, която после се преименува на Турии в Калабрия.